# Renato Cesari
Renato Cesari nació en Buenos Aires (Argentina) en 1916 y falleció en Lecco (Italia) el 18 de junio de 1992. Fue un barítono argentino de larga trayectoria y actuación en el Teatro Colón (Buenos Aires).
De padres italianos, hizo sus estudios de canto con su padre, Virginio Cesari, excantante que inauguró el Teatro Colón de Buenos Aires en 1908. 
Dotado de una voz no demasiado importante, supo sacarle el máximo partido con su natural inteligencia. Musicalmente seguro y dueño de una aguda sensibilidad artística, pudo abordar un gran repertorio, variado en cuanto a estilos y autores. Debutó en el Teatro Colón en 1941.
Durante dos años consecutivos, el Círculo de Críticos musicales de Buenos Aires le otorgó el premio al mejor cantante argentino, uno de ellos por su magistral interpretación de “Papageno” en La flauta mágica, de Mozart, bajo la batuta de Erich Kleiber, en 1949. Durante esos años actuó en casi todos los teatros de Hispanoamérica. 
Se radicó en Europa, donde cantó en Italia, Francia, Inglaterra y Escocia. Radicado en Italia desde 1955, cantó en La Scala de Milán dos funciones de Il barbiere di Siviglia. En la década de los cincuenta fue llamado por el maestro Pablo Sorozábal para realizar las grabaciones de varias de sus zarzuelas, así como distintas romanzas para barítono de otros autores. 
Después de un prolongado intervalo regresó a su país natal para actuar, cada año y hasta el fin de su carrera, en todas las temporadas del Teatro Colón. 
En su reaparición en 1964, se le escuchó como el “Conde” de Las bodas de Fígaro, de Mozart, con Victoria de los Ángeles. En 1969 da una nueva prueba de su versatilidad artística asumiendo el rol protagónico de Doktor Faust, de Ferruccio Busoni, en su estreno en Buenos Aires. 
En 1989 fue distinguido por la Fundación Konex con el Premio al mejor Cantante Masculino.